# Баштечківська сільська територіальна громада
Баштечкі́вська сільська громада — територіальна громада в Україні, в Уманському районі Черкаської області. Адміністративний центр — село Баштечки.
Площа громади — 185,5 км², населення — 4 126 мешканців (2020).
Громада утворена 2020 року зі складу Баштечківської, Королівської, Нагірнянської, Охматівської, Павлівської та Тинівської сільські ради.

## Склад
До складу громади входять:
| Населений пункт       | Населення, осіб (1989) | Населення, осіб (2001) |
| --------------------- | ---------------------- | ---------------------- |
| Баштечки, село        | 1021                   | 866                    |
| Королівка, село       | 273                    | 218                    |
| Костянтинівка, селище | 71                     | 76                     |
| Нагірна, село         | 754                    | 683                    |
| Охматів, село         | 1160                   | 877                    |
| Павлівка, село        | 1106                   | 866                    |
| Побійна, село         | 522                    | 556                    |
| Тинівка, село         | 1923                   | 1523                   |